# Maria Parr
Maria Parr (født 18. januar 1981) er en norsk børnebogsforfatter fra Fiskå i Vanylven i Møre og Romsdal.
Hun debuterede i 2005 med børnebogen Vaffelhjarte, som blev nomineret til Brageprisen, vandt Nynorsk barnlitteraturpris og den hollandske børnebogspris "Zilveren Griffel". I 2011 blev Vaffelhjarte lavet til en tv-serie af samme navn. Hendes anden bog, Tonje Glimmerdal, udkom i 2009 og vandt Brageprisen i kategorien børne- og ungdomsbøger samt flere andre priser. Begge bøgerne er oversat til flere sprog. De er illustreret af henholdsvis Bo Gaustad og Åshild Irgens.
I 2018 udkom bogen Målmanden og havet, som var efterfølgeren til Vaffelhjerte. Også denne bog fik rosende ord med på vejen fx fra NRK, der anmeldte den således: “Endnu en klassiker fra Maria Parr."
Parr har en mastergrad i nordisk fra Universitetet i Bergen.